# Michail Misjoestin
Michail Vladimirovitsj Misjoestin (Russisch: Михаи́л Влади́мирович Мишу́стин) (Lobnja (Oblast Moskou), 3 maart 1966) is een Russisch politicus en econoom en sinds 16 januari 2020 premier van Rusland.
President Vladimir Poetin nomineerde Misjoestin om premier te worden op 15 januari 2020, na het aftreden van Dmitry Medvedev en de rest van de regering om ingrijpende grondwetswijzigingen mogelijk te maken. Hoorzittingen over zijn benoeming vonden plaats in de Staatsdoema op 16 januari, hij werd die dag in functie bevestigd.

## Biografie

### Vroege carrière
In 1989 studeerde hij af aan de technische Universiteit STANKIN met als hoofdvak systeemtechniek, en in 1992 voltooide hij postdoctorale studies aan hetzelfde instituut.
Na zijn afstuderen begon hij te werken als directeur van een testlaboratoriumfaciliteit. In 1992 werkte hij bij de International Computer Club (ICC), waar hij werkte aan het faciliteren van de integratie van Russische en westerse informatietechnologieën. Hij werd uiteindelijk bestuurslid van de International Computer Club.
In 1998 stapte hij over naar de ambtenarij als assistent van de directeur van de federale belastingdienst voor informatiesystemen, boekhouding en controle over de ontvangst van belastingbetalingen. Van 1998 tot 2004 werkte hij als plaatsvervangend minister van belastingen, als adjunct-directeur van federale belastingdienst. 
Hij werkte als hoofd van het federaal agentschap voor het kadaster voor onroerend goed bij het Russische ministerie van economische ontwikkeling en was hoofd van het federaal agentschap voor het beheer van speciale economische zones.
In 2008 verliet Misjoestin de ambtenarij en keerde terug naar de particuliere sector. Hij was twee jaar voorzitter van UFG Asset Management bij een investeringsfonds, voordat hij ontslag nam om directeur van de federale belastingdienst te worden.
In februari 2009 trad hij toe tot de lijst van 100 high potential managers van Rusland.

### Periode als directeur van de federale belastingdienst
In 2010 werd Misjoestin door de toenmalige premier Poetin benoemd tot directeur van de Federale Belastingdienst (FTS). Als directeur van de FTS verklaarde Misjoestin de oorlog aan "vuile gegevens" en problemen met ongerechtvaardigde BTW-teruggaven. Hij legde de nadruk op digitalisering en big data en maakte uitgebreid gebruik van "techno-autoritaire" systemen van overheidstoezicht op economische activiteiten, inclusief het verzamelen van gegevens over bijna elke transactie in Rusland.
Dit toezichtsysteem leidde tijdens de ambtstermijn van Misjoestin naar verluidt tot een daling van het aandeel niet door de Russische autoriteiten geïnde btw van 20% tot minder dan 1%).

### Premierschap
Premier Medvedev nam samen met zijn hele kabinet ontslag op 15 januari 2020, nadat president Poetin de presidentiële toespraak hield tijdens de Federale Vergadering, waarin hij verschillende amendementen op de grondwet voorstelde. Medvedev verklaarde dat hij ontslag nam om Poetin in staat te stellen om de belangrijke grondwetswijzigingen door te voeren die door Poetin waren voorgesteld. Poetin accepteerde het ontslag. In opdracht van Poetin ging het kabinet verder als interim-kabinet tot er een nieuwe regering gevormd was.
Op 15 januari 2020 nomineerde president Poetin Misjoestin voor de functie van premier. Volgens Poetin kreeg hij vier kandidaten aangeboden, maar Misjoestin zat daar niet bij. Als gevolg hiervan besloot Poetin onafhankelijk om Misjoestin voor te dragen als premier. De volgende dag werd hij door de Staatsdoema op de post bevestigd en bij decreet van Poetin benoemd tot premier. Dit was de eerste keer ooit dat een premier werd bevestigd zonder tegenstemmen.
Op 21 januari 2020 presenteerde Misjoestin aan president Poetin een ontwerpstructuur van zijn kabinet. Op dezelfde dag ondertekende de president een decreet over de structuur van het kabinet en benoemde hij de voorgestelde ministers. Het kabinet bevatte meerdere leden van het tweede kabinet van Medvedev. Slechts vier vice-premiers bleven over (drie behielden hun functie en één werd benoemd op een andere post), samen met twaalf ministers.
Volgens veel politieke analisten is Misjoestin de enige premier van Poetin die echt zijn 'eigen' kabinet heeft gevormd. Hij verzamelde een team van zijn eigen mensen en medewerkers. Voorheen was alleen Poetin in staat om dit te doen. Twee vicepremiers waren met name afgevaardigden van Misjoestin bij de federale belastingdienst. Volgens deskundigen betekent dit dat hij carte blanche heeft gekregen voor veranderingen.
Op 26 maart 2020 stelde Misjoestin voor om het presidium van de regering te herstellen, een orgaan in de structuur van het kabinet dat is opgericht om operationele problemen op te lossen. Voorheen bestond een dergelijk orgaan in Medvedevs eerste kabinet, maar was afgeschaft in Medvedevs tweede kabinet.
Vanaf februari 2020 begon Misjoestin met reizen door het land om een echte beoordeling te maken van de levensomstandigheden in verschillende regio's en om kwesties te identificeren waaraan het werk moet worden versterkt. Vóór het begin van de coronaviruspandemie slaagde hij erin om vier regio's te bezoeken. In juli 2020, na een afname van de actieve verspreiding van het virus en het opheffen van de beperkingen in verband met de pandemie, hervatte hij zijn reizen.
In juni 2020 kondigde Misjoestin een nationaal plan aan om de economie, de werkgelegenheid en het inkomen van de bevolking te herstellen na de coronaviruspandemie. Volgens het plan kreeg het herstel van de economie anderhalf jaar de tijd - tot eind 2021. De doelstellingen van het plan waren het realiseren van een duurzame groei van de reële inkomens, het terugdringen van de werkloosheid tot minder dan 5% en zorgen voor dat de groei van het BNP ten minste 2,5% per jaar bedraagt.

### Buitenlandse politiek
Volgens de BBC had "premier Michail Misjoestin de niet benijdenswaardige taak om de economie te redden, maar had hij weinig te zeggen over de Russische invasie van Oekraïne in 2022". Volgens bronnen dicht bij het Kremlin was Misjoestin niet op de hoogte van Poetins plannen om een grootschalige invasie van Oekraïne te lanceren en wilde hij niet geassocieerd worden met de oorlog.
Op 24 juni 2023, de dag waarop huurlingen van de Wagnergroep richting Moskou trokken om daar een opstand te ontketenen, was premier Misjoestin naar het buitenland vertrokken. Op maandag 26 juni 2023 zat Misjoestin weer een kabinetsvergadering voor, alsof hij geen moment getwijfeld had aan de nederlaag van Prigozjin. In zijn toespraak riep Misjoestin zijn ministers op om zich achter de president te scharen.

## Sancties
In februari 2022 werd Misjoestin toegevoegd aan de sanctielijst van de Europese Unie omdat hij "verantwoordelijk is voor het actief ondersteunen en uitvoeren van acties en beleid die de territoriale integriteit, soevereiniteit en onafhankelijkheid van Oekraïne ondermijnen en bedreigen, evenals de stabiliteit en veiligheid in Oekraïne".

## Privé
Misjoestin is getrouwd en heeft drie zonen.